# Michał Wnuk
Michał Wnuk – brygadier Związku Strzeleckiego. 8 sierpnia 1990 m.in. wraz z bryg. Wiesławem Gęsickim i st. insp. Małgorzata Laskus założył Organizację Społeczno-Wychowawczą „Strzelec”, która od 3 marca 1991 funkcjonuje pod nazwą Związek Strzelecki „Strzelec” Organizacja Społeczno-Wychowawcza i był także drugim komendantem tej organizacji.